# Huperzia dixitiana
Huperzia dixitiana là một loài thực vật có mạch trong Họ Thạch tùng. Loài này được P. Mondal & R.K. Ghosh mô tả khoa học đầu tiên năm 1995.